# 马玉霞
马玉霞（1969年12月—），河南确山人，汉族，中国民主促进会会员。中华人民共和国政治人物、第十三届全国人民代表大会河南省代表。

## 生平
2018年，马玉霞被选为河南省出席第十三届全国人民代表大会代表。